# Merycoidodon
Merycoidodon (del griego meryx, "rumiante", oides "aparencia de, semejante", y odon, del griego alternativo odous, "diente") es un género extinto que da el nombre de la familia de artiodáctilos, los mericoidodóntidos (Merycoidodontidae). y a la subfamilia Merycoidodontinae, si bien es más conocido por el nombre popular de Oreodon ("diente de colina"). Vivió en América del Norte entre finales del Eoceno hasta principios del Mioceno, hace entre 38 a 16.3 millones de años.

## Taxonomía

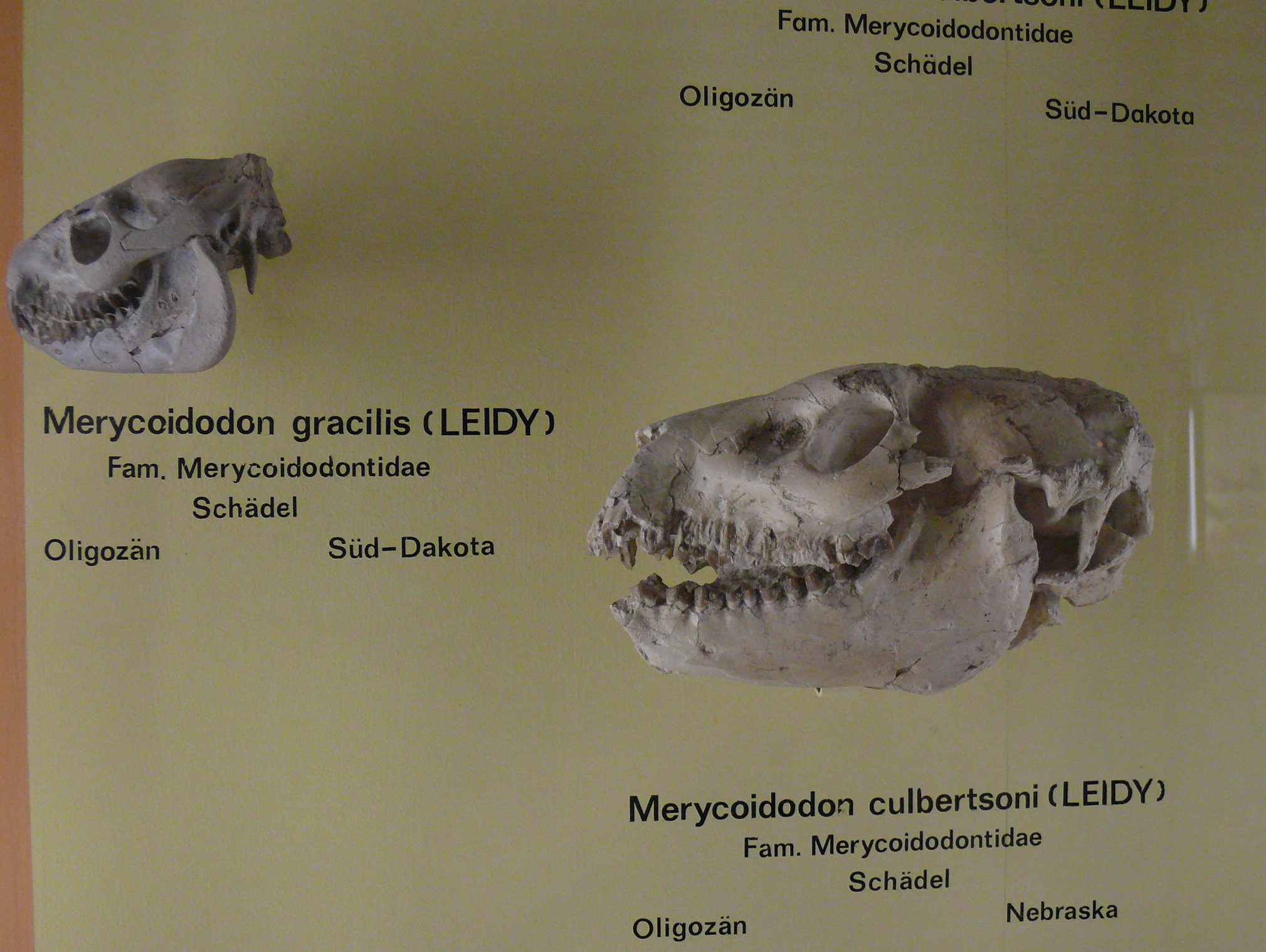
Merycoidodon gracilis y M. culbertsoni

Merycoidodon fue nombrado por Leidy (1848). Su especie tipo es Merycoidodon culbertsoni. Fue considerado como un nomen nudum por Cope (1884); fue considerado como un nomen dubium por Sinclair (1924); y como un nomen vanum por Lander (1998). Fue asignado a la familia Merycoidodontidae por Joseph Leidy (1848), Thorpe (1937), Scott (1940), Galbreath (1953), Toohey (1959) y por Stevens y Stevens (1996).
A pesar del nombre comúnmente usado de Oreodon, la mayoría de los paleontólogos usan el nombre de género Merycoidodon para referirse a este animal. El nombre "Oreodon" de hecho es un sinónimo más moderno del género de peces Orodus, y por lo tanto, no cosntitutuye un nombre científico válido.

## Morfología

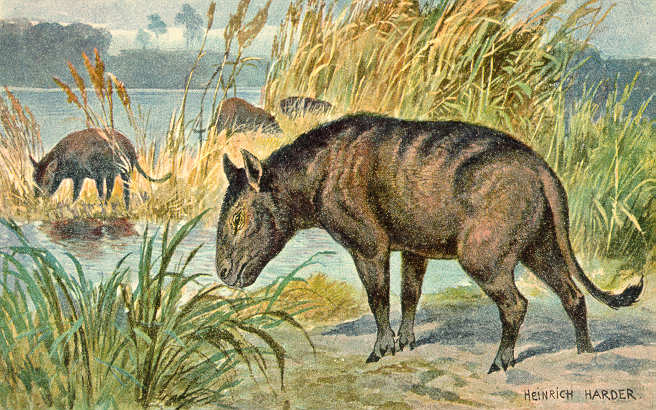
Recreación de la década de 1920

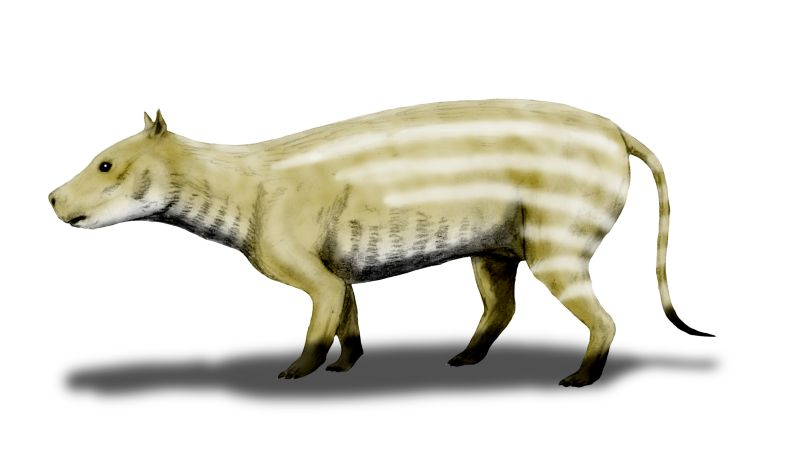
Recreación moderna de Merycoidodon culbertsoni

Merycoidodon pudo haberse asemejado un poco a un cerdo, pero con un cuerpo más alargado, de cerca de 1.4 metros de largo, con extremidades cortas.
Los miembros delanteros tenían cinco dedos (aunque el primero era vestigial), mientras que los posteriores disponían de cuatro. Dada la forma de sus miembros, es improbable que haya sido un rápido corredor. A diferencia de los rumiantes modernos, tenía un conjunto completo de dientes, aunque los molares estaban adaptados para moler la vegetación gruesa. Notablemente, también poseían caninos fuertes y conspicuos.
Los cráneos de Merycoidodon tienen un agujero en frente de los ojos. Agujeros similares son encontrados en los cráneos de los ciervos modernos, los cuales contienen una glándula de olor usada para demarcar sus territorios. Aunque Merycoidodon no estaba relacionado directamente a los ciervos, parece probable que tuviera una glándula parecida, lo cual podría implicar que también era territorial.
Merycoidodon vivía en grandes rebaños y migraría cada tanto en busca de nuevos lugares. Parecen haber tenido una especial predilección por las regiones bien irrigadas, en las que la comida era abundante y suculenta. El gran número de fósiles hallados implica que en su época estos oreodontes eran tan abundantes en Dakota del Sur como las cebras lo son actualmente en las planicies del Serengeti.
Cuatro especímenes fueron examinados por M. Mendoza para realizar una estimación de su peso, obteniéndose un rango de 94.6 a 139.2 kilogramos.
Los fósiles de este género se han hallado tan al norte como Alberta en Canadá, y también en los Estados Unidos en Florida, Texas y Oregón.

## Galería

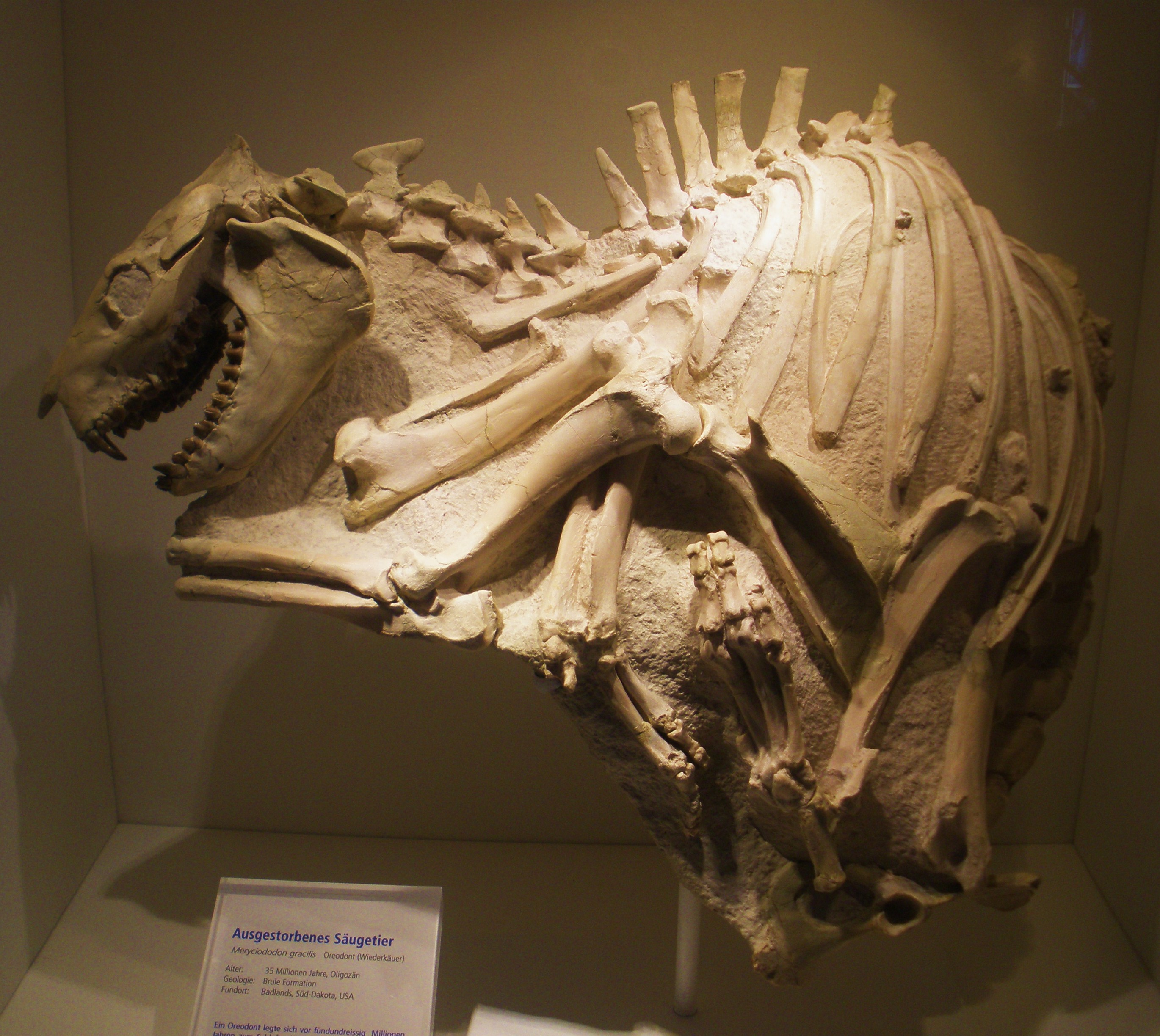
Merycoidodon gracilis de Dakota del Sur.
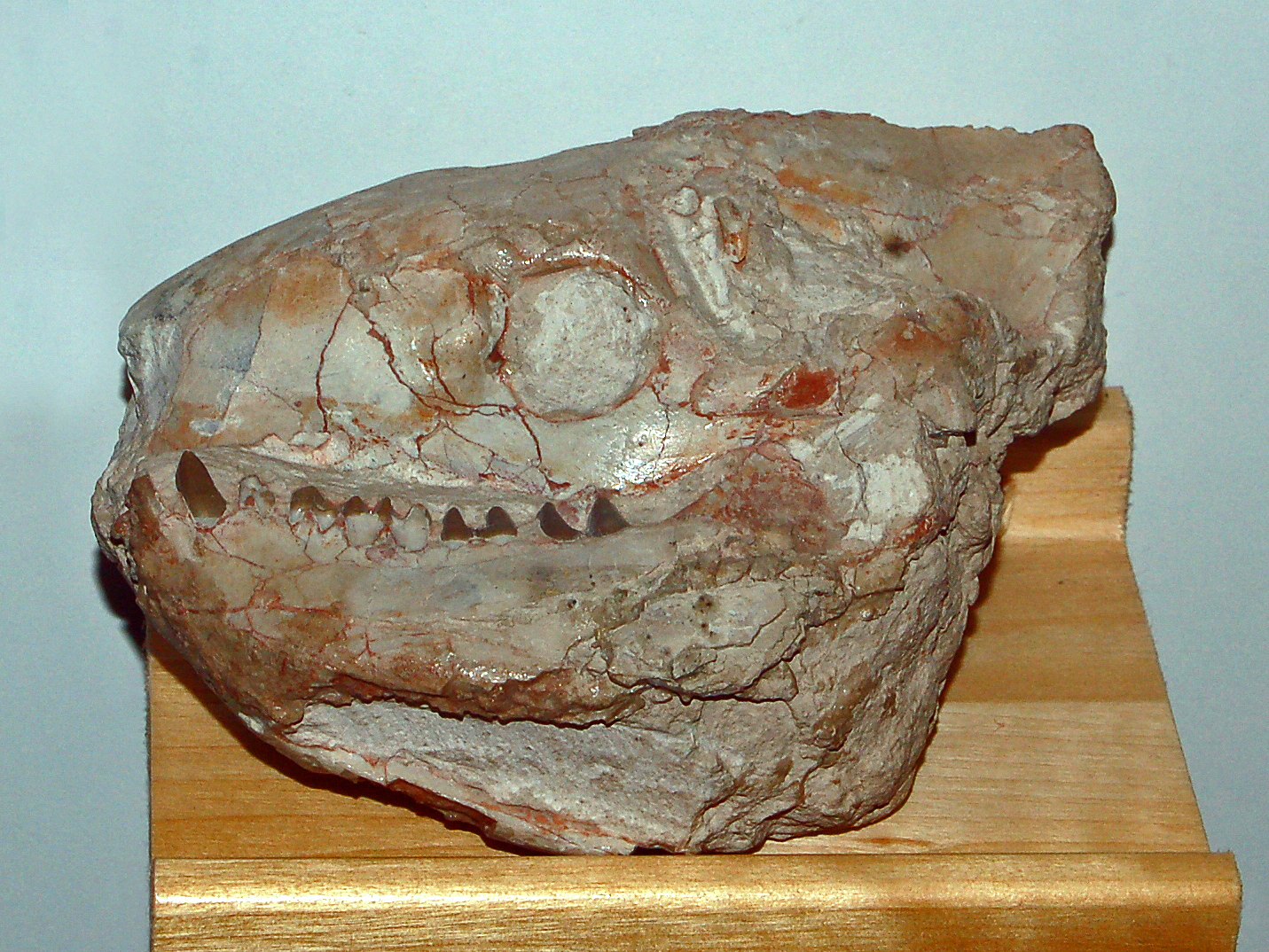
Cráneo de Merycoidodon gracilis de Dakota del Sur.
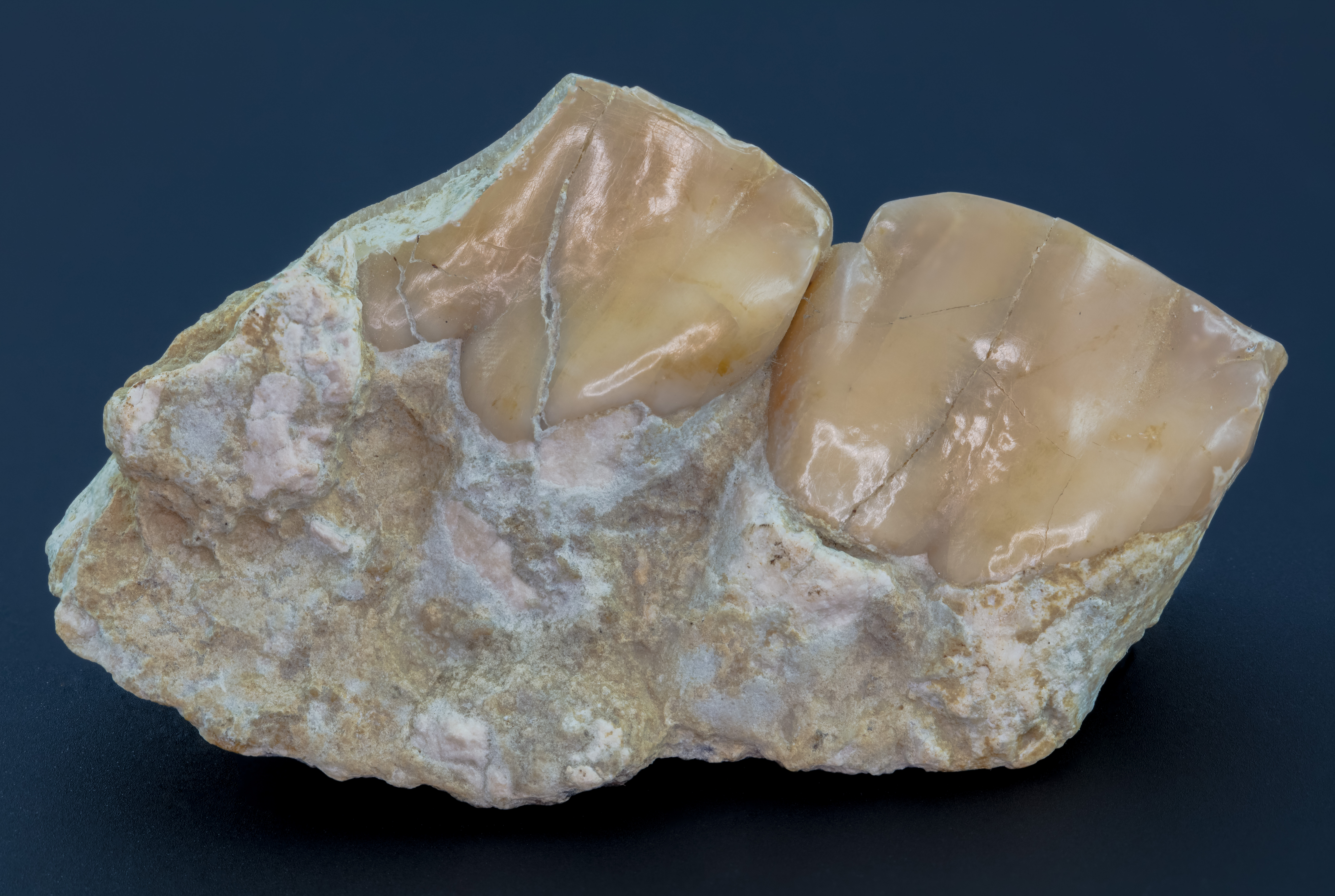
Dientes de 3 cm de largo en un fragmento mandibular de Merycoidodon culbertsoni del Oligoceno, de la Formación Brule de Dakota del Sur, EE.UU.
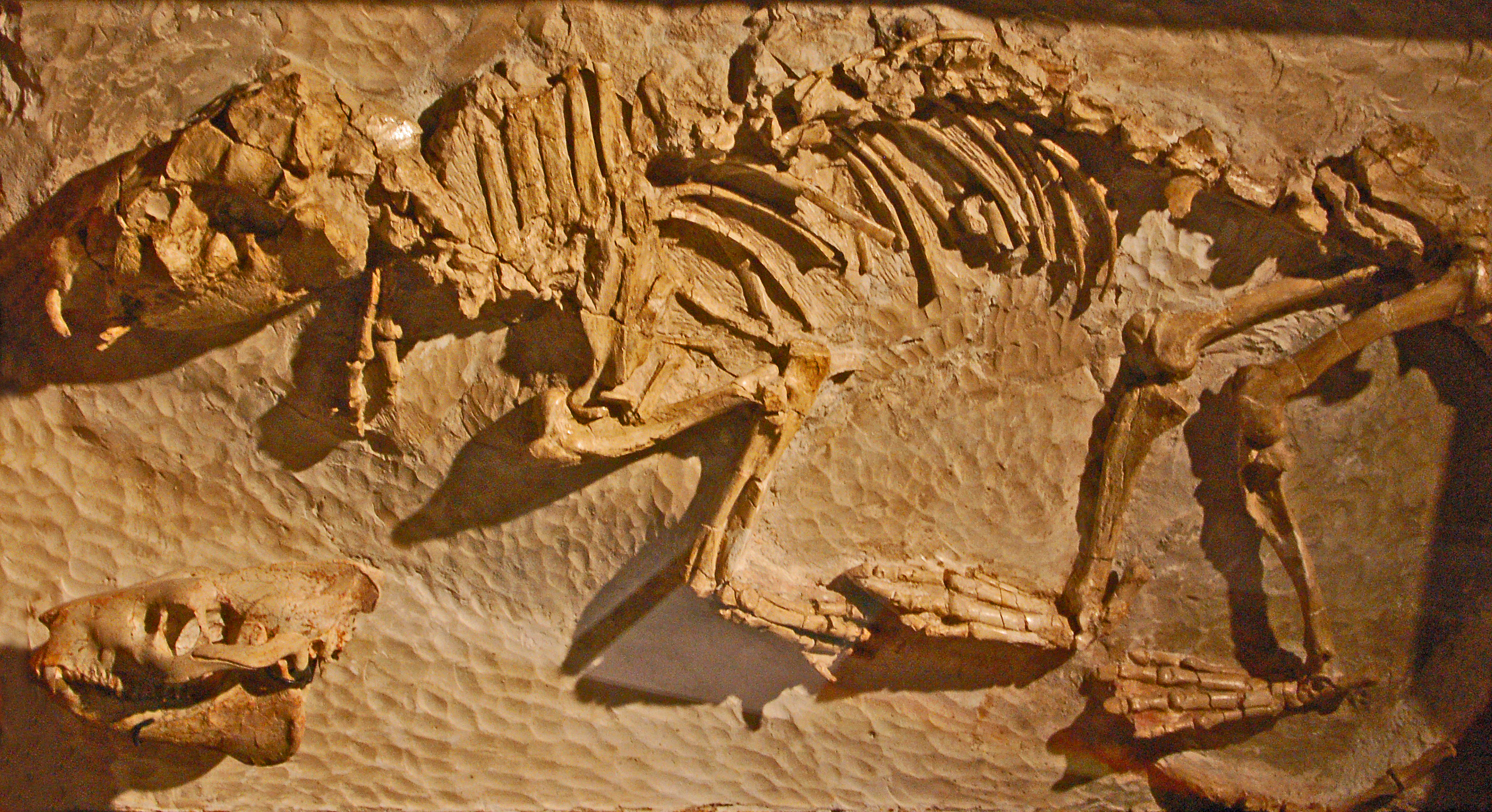
Esqueleto de Merycoidodon en el Museo Canadiense de la  Naturaleza, en Ottawa, Canadá.